# Jørgen Moe
Jørgen Engebretsen Moe (Hole, 22 d'abril de 1813 – Kristiansand, 27 de març de 1882) fou un folklorista noruec, bisbe, poeta i escriptor, autor dels Norske Folkeeventyr, una col·lecció de contes populars tradicionals que va editar en col·laboració amb Peter Christen Asbjørnsen.

## Biografia
Va néixer a la granja de Mo al districte tradicional de Ringerike, fill del granger i polític Engebret Olsen Moe. Va conèixer a Asbjørnsen mentre els dos s'estaven preparant per a uns exàmens a Norderhov i van descobrir que tenien un interès en comú, el folklore noruec, esdevenint «germans de sang». El 1840 Moe i Asbjørnsen ja van començar a publicar els seus contes, en format de petits fullets.
A partir del 1841 Moe va començar a viatjar gairebé tots els estius per les regions del sud de Noruega recollint tradicions populars, contes orals i llegendes, de les muntanyes. La primera col·lecció de contes va aparèixer el 1852. El 1845 va ser nomenat professor de teologia a la Krigsskolen i, el 1853 es va fer capellà, exercint a esglésies de Krødsherad i Sigdal. A la primera parròquia va trobar inspiració per a molts dels seus poemes més famosos, com den gamle Mester (El vell mestre) i Sæterjentens Sondag. El 1863 es va traslladar a Drammen i es va esdevenir rector de Bragernes; el 1870 es va traslladar de nou a Vestre Aker, prop de Christiania. El 1875 va ser nomenat bisbe de la diòcesi de Agder, amb seu a Kristiansand.
Una petita col·lecció dels seus poemes lírics va aparèixer el 1850. Moe estava convençut que l'escriptura ha de ser «objectiva» en el sentit que s'elimini l'ego de la narrativa. Tot i així, es va esforçar per construir i mantenir una estètica literària en la seva obra. Va escriure pocs versos, però dins els que va redactar es troben moltes peces d'exquisida delicadesa i frescor. Moe també va publicar una col·lecció de relats en prosa per a nens, em Brønden og i Tjernet el 1851 i En Liden Julegave el 1860. Asbjørnsen i Moe tenien l'avantatge d'oferir un estil admirable de la prosa narrativa. L'escriptura de Asbjørnsen era més vigorosa, i la de Moe més captivadora però sembla, que pel costum d'escriure a l'uníson, havien adoptat gairebé idèntiques formes d'expressió literària.
Va ser nomenat Cavaller del Reial Orde Noruec de Sant Olaf el 1873, Comandant el 1881, el gener de 1882 va renunciar a la seva diòcesi per problemes de salut i va morir el mes de març. El seu fill, Moltke, va continuar el treball del seu pare dins el folklore i els contes de fades, i es va convertir en el primer professor d'aquesta assignatura en concret, a la Universitat d'Oslo.

## Impacte de la seva obra
Juntament amb Peter Christen Asbjørnsen, l'impacte de Jørgen Moe dins la cultura noruega va ser notable. Pels noruecs, els noms Asbjørnsen i Moe s'han convertit en sinònim de contes populars tradicionals, de la mateixa manera que el nom dels Germans Grimm s'associa amb els contes alemanys. A Europa, els Norske folkeeventyr són considerats com una de les més importants contribucions a la mitologia comparada. Al fer un recull de la riquesa dels contes de fades ancestrals de Noruega i editar-los per als lectors, en un estil accessible a tots, van contribuir també al desenvolupament de la llengua i literatura noruega.
Se sol mencionar que la rica literatura popular que té aquests país, a través de l'obra de Asbjørnsen i Moe, és una de les més originals i riques. El seu treball constitueix una part molt important de la identitat noruega, així, Askeladden, un personatge amb creativitat i l'enginy, que sempre guanya a la princesa i la meitat del regne per a si, és vist com quelcom típicament noruec.

## Obra
Dins de la seva obra es poden citar:
- Samling af Sange, Folkeviser og Stev i norske Allmuedialekter, 1840
- Norske folkeeventyr, 1841–1852 (amb Asbjørnsen); ampliada el 1882
- Digte, 1849
- I Brønden og i Kjærnet, 1851
- At hænge på juletreet, 1855
- En liten julegave, 1860
- Samlede skrifter, 1877